# José de Sajonia-Hildburghausen
José María Federico Guillermo de Sajonia-Hildburghausen, Duque en Sajonia (en alemán: Joseph Maria Friedrich Wilhelm Hollandinus, Prinz und Regent von Sachsen-Hildburghausen; Hildburghausen, 8 de octubre de 1702-Hildburghausen, 4 de enero de 1787), fue un oficial alemán, Generalfeldmarschall del Ejército Imperial y Reichsgeneralfeldmarschall (Reichsgeneralfeldzeugmeister) del Ejército del Sacro Imperio Romano Germánico. Es conocido por comandar al ejército franco-romano-germánico en la Batalla de Rossbach, donde perdió ante el Ejército prusiano.

## Primeros años
Era el tercer hijo (pero el segundo superviviente) del Duque Ernesto de Sajonia-Hildburghausen y Sofía de Waldeck-Pyrmont, hija del Mariscal de Campo alemán, el Príncipe Jorge Federico de Waldeck. Su madre murió diez días después de su nacimiento, el 15 de octubre de 1702.
Recibió la típica educación de un noble de su tiempo, con varios viajes educativos por diferentes países de Europa. Cuando tuvo dieciséis años, el príncipe se unió al Ejército Habsburgo y se convirtió ya en 1719 en Capitán en el Regimiento de Infantería N°18 "Seckendorff", y luchó con él en Sicilia durante la Guerra de la Cuádruple Alianza (1717-1720).
Después de su conversión al Catolicismo en 1728, empezó para José un rápido ascenso en su carrera militar.
En 1729 fue seleccionado teniente-coronel (Oberstleutnant) y al año siguiente (18 de julio de 1730) coronel (Oberst) del Regimiento "Palffy". En enero de 1732 incluso tuvo su propio 8.º Regimiento de Infantería. Poco después del estallido de la Guerra de Sucesión Polaca (1733-1735/1738; a partir de 1734 Generalfeldwachtmeister) sirvió en las siguientes campañas en el norte de Italia. Se distinguió, especialmente en la Batalla de San Pietro, donde fue herido en la cara, y fue promovido a Teniente mariscal de campo (Feldmarschall-Leutnant) antes del fin de la guerra (el 30 de abril de 1735).
José terminó la Guerra de Sucesión Polaca con el grado de Feldzeugmeister (25 de septiembre de 1736). Solo un año más tarde, durante la Guerra austro-turca, 1737-1739, se le confió el mando de un Cuerpo Austriaco. En 1737, su intento de conquistar Banja Luka fracasó, pero en prácticamente todos los compromisos de la guerra, José mostró valentía personal, por ejemplo en la Batalla de Grocka (el 22 de julio de 1739), donde cubrió la retirada del Ejército Imperial.
José mantuvo la mayor parte de su vida muy buenas relaciones con la familia Habsburgo. En 1739 el emperador Carlos VI lo nombró Caballero de la Orden del Toisón de Oro, la orden dinástica de los Habsburgo. El 13 de marzo de 1741 representó al rey Augusto III de Polonia como padrino del joven Archiduque José, el hijo de la emperatriz María Teresa. Esto ilustra lo cercano que estuvo de la nueva emperatriz, una cercanía que mantuvo el resto de su vida.

### Matrimonio
El 17 de abril de 1738 José contrajo matrimonio en París con la Princesa María Ana Victoria de Saboya-Carignano, sobrina y única heredera de la enorme fortuna del fallecido Príncipe Eugenio de Saboya. Ella era también veinte años mayor que él. Gracias a esta unión, José alcanzó la posesión de grandes propiedades y activos. El matrimonio, sin embargo, fue infeliz y en 1752 se separaron, aunque nunca formalizaron el divorcio.

## Guerra de Sucesión Austriaca
Después de la guerra, José fue ascendido el 11 de junio de 1739 a Generalfeldzeugmeister del Ejército Imperial y fue seleccionado Gobernador de Komárom en Hungría. Al inicio de la Guerra de Sucesión Austriaca (1740-1748) creó en Komárom varios Regimientos húngaros y fue consultado por la administración militar austriaca sobre la conducción de la guerra. En 1743 fue seleccionado como Alto Director Militar y General Comandante de Austria Interior, Karlstadt y Warasdin. Así era responsable de la organización de la Frontera Militar y de los suministros militares. Por este servicio, fue promovido a Feldmarschall (18 de abril de 1744). En mayo de 1749 fue relevado de sus obligaciones a petición propia.

## Batalla de Rossbach
En los años siguientes, vivió tranquilamente en el Archiducado de Austria. Después del estallido de la Guerra de los Siete Años (1756-1763), en la primavera de 1757, José fue seleccionado como Comandante del Ejército Imperial, con órdenes de avanzar contra el rey Federico II de Prusia. Junto a un Cuerpo Francés, el Ejército Imperial fue derrotado en la Batalla de Rossbach (5 de noviembre de 1757). José, avergonzado por la derrota, decidió renunciar a todas las funciones militares. En la evaluación por posteriores historiadores el príncipe era casi siempre culpado por la derrota, aunque difícilmente podría haber cambiado el resultado del combate, debido a las catastróficas condiciones del Ejército Imperial y la inefectividad de la tropas francesas. Más bien simbólico fue su elección al puesto de Mariscal de Campo del Ejército Imperial (9 de noviembre de 1785), con el que terminó la carrera militar de José. Murió poco después.
El príncipe se ganó la reputación de mecenas, pero también de derrochador. Pasó la mayor parte de su tiempo en su castillo en Viena, pero cuando sus parientes los Duques de Sajonia-Hildburghausen estuvieron fuertemente endeudados, se convirtió por orden del emperador José II en 1769 en gestor del Ducado, con el propósito de evitar la bancarrota de Sajonia-Hildburghausen. Su sobrino nieto, el Duque Ernesto Federico III, fue incapacitado para gobernar. Cuando murió (1780) dejó un joven heredero, el príncipe de diecisiete años Federico, sobre el que José tomó el papel de príncipe-regente, que retuvo hasta su propia muerte, a la edad de ochenta y cuatro años.